# 藍采和
藍采和，真實姓名不詳，或作籃采和，是道教八仙之一，相傳是唐玄宗時的一名乞丐、街頭藝人、通靈師、巫師、佯狂者，手捧花籃。花籃裏包羅萬象，神秘莫測，芳香襲人，能驅除邪靈。實際上藍采和的年齡是未知的，但是很多人說他是貌似少女的男童，加上性格古怪，使他成爲八仙中最神秘難懂的角色。

## 簡介
他經常手持花籃，另一手持大拍板，穿著破爛的衣服，一隻腳穿著靴子，另一隻則打赤腳，於長安市上乞討，乞討得來的銀錢有時贈與窮人，有時花在酒肆中，醉了就唱歌，歌詞多充滿神仙之意。另外，他又喜歡於夏天穿厚厚的衣服，冬天躺在雪地上並且身上冒出白色的熱氣。相傳有人在童年及老年見過他，藍采和的容貌都沒有改變。而最後，藍采和得鍾離權渡化，於酒樓乘醉騎鶴而去。
民间传说中的八仙分别是：铁拐李、钟离权、张果老、吕洞宾、何仙姑、蓝采和、韩湘子、曹国舅。据有人研究，汉、魏、六朝时已有“八仙”一词，原是指汉魏以来神仙家们所幻想的一组仙人，直至唐代，“八仙”都只是一个空泛的名词。到明代中叶吴元泰的《东游记》和汤显祖的《邯郸梦》问世后，才被正式确定下来，据华轩居士最早的史料佐证为北宋乾德四年应李玄之邀在石笋山聚会才形成八仙之说。

## 民間相傳
元代杂剧《鍾離權度藍采和》相傳，藍采和是個化名，原本是個藝人，本名許堅，字伯通，後來跟隨鐘離權出家修道成仙。
安徽鳳陽縣石馬村的藍家則有另一種說法，他們自認是藍采和後人，明朝時該族譜載:「藍采和，唐高宗開德元年癸酉科進士，受諫議大夫。因忤於權臣楊國遂，後解印別妻離子，修煉百日飛升，稱為大羅仙者，即公也。有歌曰：踏踏歌，藍采和，世界能幾何，何顏一春樹，流年一擲梭。」（按：唐高宗癸酉年是咸亨四年，次年咸亨五年八月，改元上元。二，楊國遂無此人。）藍家自藍采和起，超過21代，鳳陽縣石馬村一帶現有藍氏後裔2000餘人，藍印文為藍氏家族第21世後裔。

## 影視作品

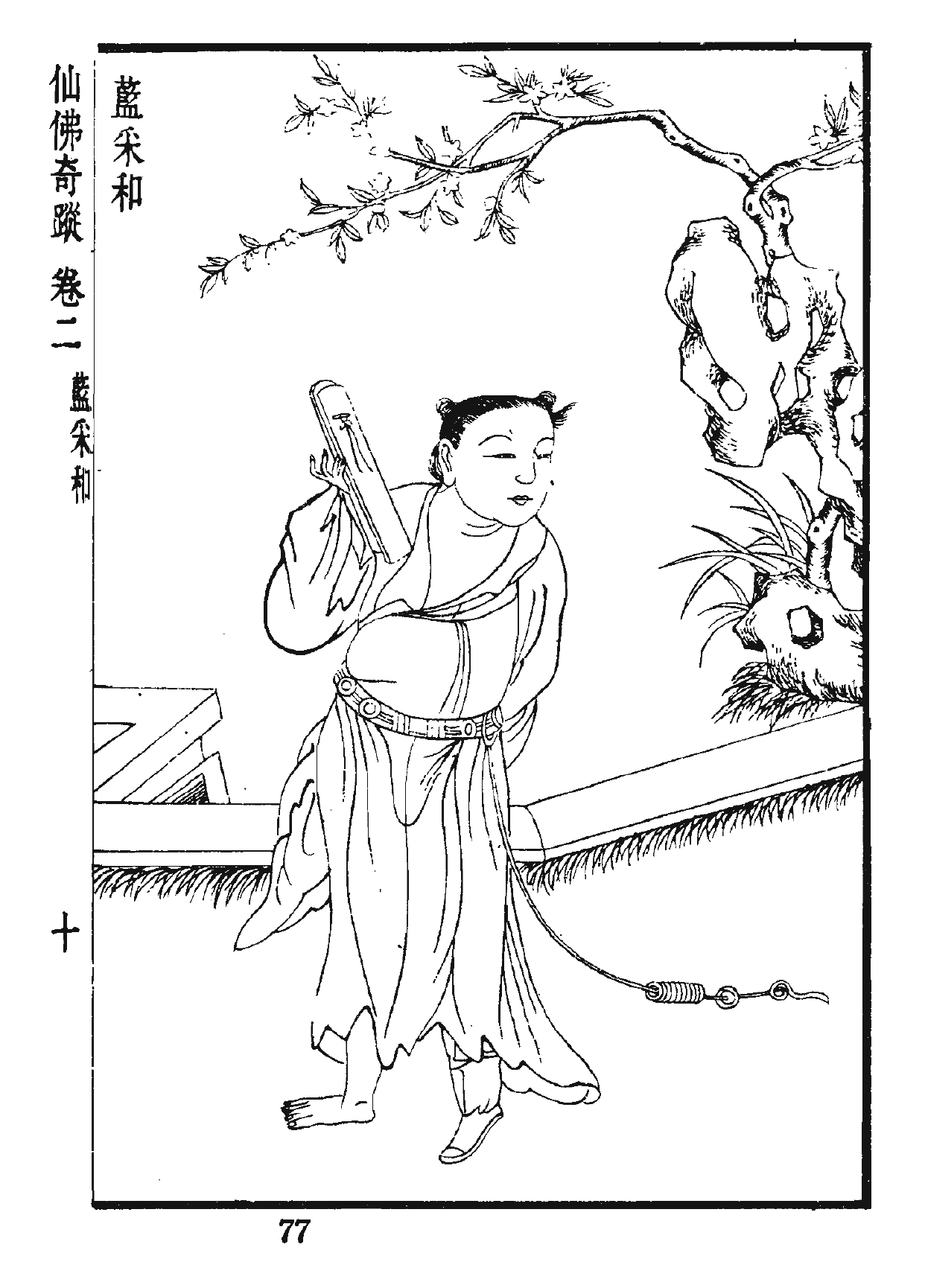
藍采和

- 1976年大陸版戲曲電影《八仙过海》：郝瑞亭饰蓝采和
- 1985年香港版ATV電視劇《八仙过海》：林迪安饰蓝采和
- 1985年香港版TVB電視劇《杨家将》：陳復生饰蓝采和
- 1985年大陸版電影《八仙的传说》：楊健忠饰蓝采和
- 1993年香港版電影《笑八仙》：吴君如饰蓝采和
- 1996年香港版TVB電視劇《西游记》：麥嘉倫饰蓝采和
- 1998年新加坡版電視劇《东游记》：沈依靈饰蓝采和
- 1998年香港版TVB電視劇《西遊記（貳）》：麥嘉倫饰蓝采和
- 1998年台灣版台視電視劇《李鐵拐》：簡嘉伶饰蓝采和
- 2002年大陸版電視劇《笑八仙之素女的故事》：黄斌饰蓝采和
- 2006年大陸版電視劇《八仙传奇》：左孝虎饰蓝采和
- 2008年大陸版電視劇《八仙全传》：毛林林饰蓝采和
- 2011年大陸版電視劇《碧波仙子》：万昌皓饰蓝采和
- 2014年大陸版電視劇《劍俠》：鄭業成饰蓝采和
- 2014年大陸版電視劇《蓬萊八仙》：郭九龍饰张果老
- 2016年大陸版電視劇《仙班校园》：高基才饰蓝采和
- 2018年大陸版電視劇《小戏骨：八仙过海》：劉世傑饰蓝采和